# Amblyomma nitidum
Amblyomma nitidum är en fästingart som beskrevs av Hirst 1910. Amblyomma nitidum ingår i släktet Amblyomma och familjen hårda fästingar. Inga underarter finns listade i Catalogue of Life.